# Dundretkullen
Der Dundretkullen in Gällivare ist eine ehemalige Normalschanze der Kategorie K 90. Er liegt direkt am Berg Dundret.

## Geschichte
Der Dundretkullen wurde nach Plänen von 1988, in denen noch von einer K-70-Schanze ausgegangen wurde bis 1990 als Ergänzung zum Hellnerstadion, dem Skilanglaufstadion Gällivares, erbaut und fand seinen ersten und bislang einzigen internationalen Einsatz bei den Nordischen Junioren-Skiweltmeisterschaften 1995, bei denen im Einzel der Norweger Tommy Ingebrigtsen und im Teamspringen Deutschland gewinnen konnte.
2002 fanden auf der Schanze die Schwedischen Meisterschaften statt, im Anschluss daran wurde sie nur noch als Trainingsschanze der Spezialspringer im Winter oder als Austragungsort des B-Weltcup der Nordischen Kombinierer genutzt.
Die Schanze wurde vom historisch bedeutenderen Verein Koskullskulle AIF neben seiner eigenen Schanze, dem 2017 abgerissenen Frejabacken, betrieben. Nachdem die Skisprungabteilung des Vereins inaktiv wurde, wurde auch der Betrieb in Gällivare eingestellt und der Dundretkullen verfällt zunehmend. Zudem wurde die Anlage durch Vandalismus und Ablagerung von Müll und Unrat arg in Mitleidenschaft gezogen und wird heute als Umweltbelastung im Naturschutzgebiet gesehen. Bestrebungen und Planungen, die Schanze zu sanieren und erneut nutzbar zu machen, scheitern bislang an den finanziellen Mitteln.

## Nationale Meisterschaften
Genannt werden alle vom Schwedischen Skiverband organisierten nationalen Meisterschaften
| Datum         | Kategorie      | Schanze | 1. Platz        | 2. Platz     | 3. Platz      |
| ------------- | -------------- | ------- | --------------- | ------------ | ------------- |
| 24. März 2002 | SM 2002 Herren | K90     | Kristoffer Jåfs | Andreas Arén | Isak Grimholm |

## Internationale Wettbewerbe
Genannt werden alle von der FIS organisierten Sprungwettbewerbe
| Datum        | Kategorie   | Schanze | 1. Platz                                                                   | 2. Platz                                                                                   | 3. Platz                                                     |
| ------------ | ----------- | ------- | -------------------------------------------------------------------------- | ------------------------------------------------------------------------------------------ | ------------------------------------------------------------ |
| 1. März 1995 | Junioren-WM | K90     | Tommy Ingebrigtsen                                                         | Reinhard Schwarzenberger                                                                   | Lucas Chevalier-Girod                                        |
| 2. März 1995 | Junioren-WM | K90     | DeutschlandMichael Schreiber Mathias Witter Michael Uhrmann Alexander Herr | ÖsterreichWerner Schernthaner Martin Zimmermann Karl-Heinz Dorner Reinhard Schwarzenberger | JapanYūzō Ikeda Kazuya Yoshioka Suguru Miyazaki Sōta Okamura |